# Кац Адам Захарович
Кац Адам Захарович (10 березня 1923, Одеса — 1984) — український живописець, заслужений діяч мистецтв УРСР (1964).

## Біографія
У 1941 закінчив Одеське художнє училище, 1950 — Інститут ім. І. Рєпіна в Ленінграді (тепер Санкт-Петербург). Учасник Другої світової війни.
Працював в галузі станкового живопису. Викладав в Кримському художньому училищі ім. М. С. Самокиша.

## Творчість
Роботи:
- «Приморський бульвар» (1961),
- триптих «Кобзар» (1964),
- триптих «За землю за волю» (1967),
- «Портрет художника Г. Нісського» (1970).